# Svenska Studerandes Intresseförening
Svenska Studerandes Intresseförening (SSI) är en förening grundad 1909 under namnet Svenska Studenters Partidelegation. SSI:s huvuduppgift är att ge ut tidningen Studentbladet och att fungera som intressebevakare för de svenskspråkiga studerandena i Finland. Föreningen består av 11 medlemskorporationer med totalt kring 12 000 medlemmar. 

## Medlemskorporationer
- Studentkåren vid Helsingfors Universitet
- Aalto-universitetets studentkår
- Arcada studerandekår
- Teknologföreningen
- Nylands nation
- Vasa nation
- Åbo nation
- Östra Finlands nation